# Легка атлетика на літніх Олімпійських іграх 1932
Змагання з легкої атлетики на літніх Олімпійських іграх 1932 були проведені з 31 липня по 7 серпня в Лос-Анджелесі на «Лос-Анджелес Меморіал Колізеум».

## Призери

### Чоловіки
| Дисципліни                | Золото                                              | Золото           | Срібло                                                                 | Срібло       | Бронза                                                                       | Бронза       |
| ------------------------- | --------------------------------------------------- | ---------------- | ---------------------------------------------------------------------- | ------------ | ---------------------------------------------------------------------------- | ------------ |
| 100 метрів                | Едді Толен · США                                    | 10,3 (10,38)     | Ральф Меткалф · США                                                    | 10,3 (10,38) | Артур Йонат · Німеччина                                                      | 10,4 (10,50) |
| 200 метрів                | Едді Толен · США                                    | 21,2 (21,12)     | Джордж Сімпсон · США                                                   | 21,4         | Ральф Меткалф · США                                                          | 21,5         |
| 400 метрів                | Білл Карр · США                                     | 46,2 (46,28)     | Бен Істман · США                                                       | 46,4 (46,50) | Алекс Вілсон · Канада                                                        | 47,4         |
| 800 метрів                | Томмі Гемпсон · Велика Британія                     | 1.49,8           | Алекс Вілсон · Канада                                                  | 1.49,9       | Філ Едвардс · Канада                                                         | 1.51,5       |
| 1500 метрів               | Луїджі Беккалі · Італія                             | 3.51,2           | Джеррі Корнс · Велика Британія                                         | 3.52,6       | Філ Едвардс · Канада                                                         | 3.52,8       |
| 5000 метрів               | Лаурі Лехтінен · Фінляндія                          | 14.30,0          | Ральф Гілл · США                                                       | 14.30,0      | Лассе Віртанен · Фінляндія                                                   | 14.44,0      |
| 10000 метрів              | Януш Кусоцінський · Польща                          | 30.11,4          | Вольмарі Ісо-Голло · Фінляндія                                         | 30.12,6      | Лассе Віртанен · Фінляндія                                                   | 30.35,0      |
| 110 метрів з бар'єрами    | Джордж Салінг · США                                 | 14,6 (14,57)     | Персі Беард · США                                                      | 14,7 (14,69) | Дон Фінлей · Велика Британія                                                 | 14,8 (14,74) |
| 400 метрів з бар'єрами    | Боб Тісдолл · Ірландія                              | 51,8 (51,67)     | Гленн Гардін · США                                                     | 51,9 (51,85) | Морган Тейлор · США                                                          | 52,0 (51,96) |
| 3000 метрів з перешкодами | Вольмарі Ісо-Голло · Фінляндія                      | 10.33,4          | Томас Евенсон · Велика Британія                                        | 10.46,0      | Джо Мак-Класкі · США                                                         | 10.46,2      |
| 4×100 метрів              | США Боб Кізел Емметт Топпіно Гек Даєр Френк Вікофф  | 40,1 (40,10)     | Німеччина Гельмут Керніг Фріц Гендрікс Еріх Борхмаєр Артур Йонат       | 40,9         | Італія Джузеппе Кастеллі Руджеро Марегатті Габріеле Сальвіаті Едгардо Тоетті | 41,2         |
| 4×400 метрів              | США Айвен Фукуа Едгар Аблович Карл Ворнер Білл Карр | 3.08,2 (3.08,14) | Велика Британія Крю Стоунлі Томмі Гемпсон Девід Берглі Годфрі Ремплінг | 3.11,2       | Канада Рей Льюїс Джеймс Болл Філ Едвардс Алекс Вілсон                        | 3.12,8       |
|                           |                                                     |                  |                                                                        |              |                                                                              |              |
| Марафон                   | Хуан Карлос Сабала · Аргентина                      | 2:31.36          | Сем Ферріс · Велика Британія                                           | 2:31.55      | Армас Тойвонен · Фінляндія                                                   | 2:32.12      |
| Ходьба 50 кілометрів      | Томмі Грін · Велика Британія                        | 4:50.10          | Яніс Даліньш · Латвія                                                  | 4:57.20      | Уго Фріджеріо · Італія                                                       | 4:59.06      |
|                           |                                                     |                  |                                                                        |              |                                                                              |              |
| Стрибки у висоту          | Дункан Мак-Нотон · Канада                           | 1,97             | Боб ван Осдел · США                                                    | 1,97         | Сімеон Торібіо · Філіппіни                                                   | 1,97         |
| Стрибки з жердиною        | Білл Міллер · США                                   | 4,315            | Нісіда Сюхей · Японія                                                  | 4,30         | Джордж Джефферсон · США                                                      | 4,20         |
| Стрибки у довжину         | Ед Гордон · США                                     | 7,64             | Лабрет Редд · США                                                      | 7,60         | Намбу Тюхей · Японія                                                         | 7,5          |
| Потрійний стрибок         | Намбу Тюхей · Японія                                | 15,72            | Ерік Свенссон · Швеція                                                 | 15,32        | Осіма Кенкіті · Японія                                                       | 15,12        |
| Штовхання ядра            | Лео Секстон · США                                   | 16,005           | Гарлоу Ротерт · США                                                    | 15,675       | Франтішек Доуда · Чехословаччина                                             | 15,61        |
| Метання диска             | Джон Андерсон · США                                 | 49,49            | Генрі Лаборд · США                                                     | 48,47        | Поль Вінтер · Франція                                                        | 47,85        |
| Метання молота            | Пат О'Келлаган · Ірландія                           | 53,92            | Вілле Перхеля · Фінляндія                                              | 52,27        | Пітер Заремба · США                                                          | 50,33        |
| Метання списа             | Матті Ярвінен · Фінляндія                           | 72,71            | Матті Сіппала · Фінляндія                                              | 69,80        | Ейно Пенттіля · Фінляндія                                                    | 68,70        |
|                           |                                                     |                  |                                                                        |              |                                                                              |              |
| Десятиборство             | Джим Бауш · США                                     | 8462,235 очка    | Акіллес Ярвінен · Фінляндія                                            | 8292,480     | Вольрад Еберле · Німеччина                                                   | 8030,805     |

### Жінки
| Дисципліни            | Золото                                                            | Золото | Срібло                                                            | Срібло | Бронза                                                              | Бронза |
| --------------------- | ----------------------------------------------------------------- | ------ | ----------------------------------------------------------------- | ------ | ------------------------------------------------------------------- | ------ |
| 100 метрів            | Станіслава Валасевич · Польща                                     | 11,9   | Гільда Страйк · Канада                                            | 11,9   | Вільгельміна фон Бремен · США                                       | 12,0   |
| 80 метрів з бар'єрами | Бейб Дідріксон · США                                              | 11,7   | Евелін Голл · США                                                 | 11,7   | Марджорі Кларк · Південно-Африканська Республіка                    | 11,8   |
| 4×100 метрів          | США Мері Кер'ю Евелін Ферч Аннетт Роджерс Вільгельміна фон Бремен | 47,0   | Канада Мілдред Фіззелл Лілліан Палмер Мері Фріззелл Гільда Страйк | 47,0   | Велика Британія Ейлін Гіскок Гвен Портер Вайолет Вебб Неллі Галстед | 47,6   |
|                       |                                                                   |        |                                                                   |        |                                                                     |        |
| Стрибки у висоту      | Джин Шилі · США                                                   | 1,65   | Бейб Дідріксон · США                                              | 1,65   | Єва Доус · Канада                                                   | 1,60   |
| Метання диска         | Ліліан Коупленд · США                                             | 40,58  | Рут Осберн · США                                                  | 40,12  | Ядвіга Вайс · Польща                                                | 38,74  |
| Метання списа         | Бейб Дідріксон · США                                              | 43,69  | Еллен Браумюллер · Німеччина                                      | 43,50  | Тіллі Фляйшер · Німеччина                                           | 43,01  |

## Медальний залік
| Місце | Країна                     | Золото | Срібло | Бронза | Загалом |
| ----- | -------------------------- | ------ | ------ | ------ | ------- |
| 1     | США                        | 16     | 13     | 6      | 35      |
| 2     | Фінляндія                  | 3      | 4      | 4      | 11      |
| 3     | Велика Британія            | 2      | 4      | 2      | 8       |
| 4     | Польща                     | 2      | 0      | 1      | 3       |
| 5     | Ірландія                   | 2      | 0      | 0      | 2       |
| 6     | Канада                     | 1      | 3      | 5      | 9       |
| 7     | Японія                     | 1      | 1      | 2      | 4       |
| 8     | Італія                     | 1      | 0      | 2      | 3       |
| 9     | Аргентина                  | 1      | 0      | 0      | 1       |
| 10    | Німеччина                  | 0      | 2      | 3      | 5       |
| 11    | Латвія                     | 0      | 1      | 0      | 1       |
| 11    | Швеція                     | 0      | 1      | 0      | 1       |
| 13    | Чехословаччина             | 0      | 0      | 1      | 1       |
| 13    | Франція                    | 0      | 0      | 1      | 1       |
| 13    | Філіппіни                  | 0      | 0      | 1      | 1       |
| 13    | Південно-Африканський Союз | 0      | 0      | 1      | 1       |